# Brujos de Guayama
O Brujos de Guayama é um clube profissional de basquetebol situada na cidade de Guayama, Porto Rico que disputa atualmente a BSN. Manda seus jogos no Coliseu Dr. Roque Nido Stella com capacidade para 3.500 espectadores.

## Títulos

### Baloncesto Superior Nacional
- Finalista (2x):1991 e 1994